# فر (شازند)
فر، روستایی از توابع بخش زالیان شهرستان شازند در استان مرکزی ایران است.

## جمعیت
این روستا در دهستان پل دوآب قرار دارد و براساس سرشماری مرکز آمار ایران در سال ۱۳۸۵، جمعیت آن ۱۰۴۲ نفر (۲۹۶ خانوار) بوده‌است.